# I Wish (広瀬香美の曲)
「I Wish」（アイ ウィッシュ）は、日本の女性歌手、広瀬香美の15枚目のシングル。

## 解説
- 1999年1月21日にビクターエンタテインメントから発売された。
- アルペンCMソング。
- アルバム『Music D.』には"a cappella"ヴァージョンとして収録。
- 今作が2018年現在、本間昭光のプロデュースした最後のシングル。

## 収録曲
作詞・作曲：広瀬香美　編曲：本間昭光
1. I Wish
2. R.P.Genius
3. I Wish（オリジナル・カラオケ）

## 収録アルバム
- Music D. (#1、a cappella)
- 広瀬香美 THE BEST Love Winters〜ballads (#1)
- Alpen Best Kohmi Hirose (#1)
- SINGLE COLLECTION (#1)
- THE BEST "1992-2018" + "雪"Setlist Non-Stop Mix (#1)